# Prosinko
Prosinko (deutsch Neudorf) ist ein Ort in der Woiwodschaft Westpommern in Polen. Er gehört zur Gmina Czaplinek (Gemeinde Tempelburg) im Powiat Drawski (Dramburger Kreis).
Bis 1945 war Neudorf eine Landgemeinde im Kreis Neustettin und gehörte zum Amtsbezirk Draheim. Der Ort hatte im Jahr 1925 378 Einwohner. In der Gemeinde bestanden neben Neudorf keine benannten Wohnplätze.
Seit 1945 ist der Ort polnisch. Im Jahr 2007 wurden 130 Einwohner gezählt.